# Americká vojenská vláda na Kubě
Americká vojenská vláda na Kubě (anglicky United States Military Government in Cuba, španělsky Gobierno militar estadounidense en Cuba nebo Gobierno militar americano en Cuba) byla prozatímní vojenská vláda na Kubě, která byla zřízena po španělsko-americké válce, kdy byla Kuba dobyta americkými silami. Toto období bylo také označováno jako první okupace Kuby, aby se odlišilo od druhé okupace v letech 1906 až 1909 a třetí okupace v letech 1917 až 1922 (viz vojenské intervence Spojených států amerických na Kubě). 

## Průběh okupace
1898
- 20. dubna - americký prezident William McKinley podepsal usnesení obou komor Kongresu o vyhlášení války
- 10. prosince - mezi Spojenými státy a Španělskem byla podepsána mírová smlouva

1899
- 1. ledna - zřízena vojenská vláda na Kubě
- 11. dubna - oficiální konec Španělsko-americké války

1901
- 21. února - schválena ústava Kubánské republiky
- 31. prosince - Estrada Palma zvolen prvním prezidentem Kuby

1902
- 20. května - nabytí platnosti ústavy, vznik Kubánské republiky

## Galerie

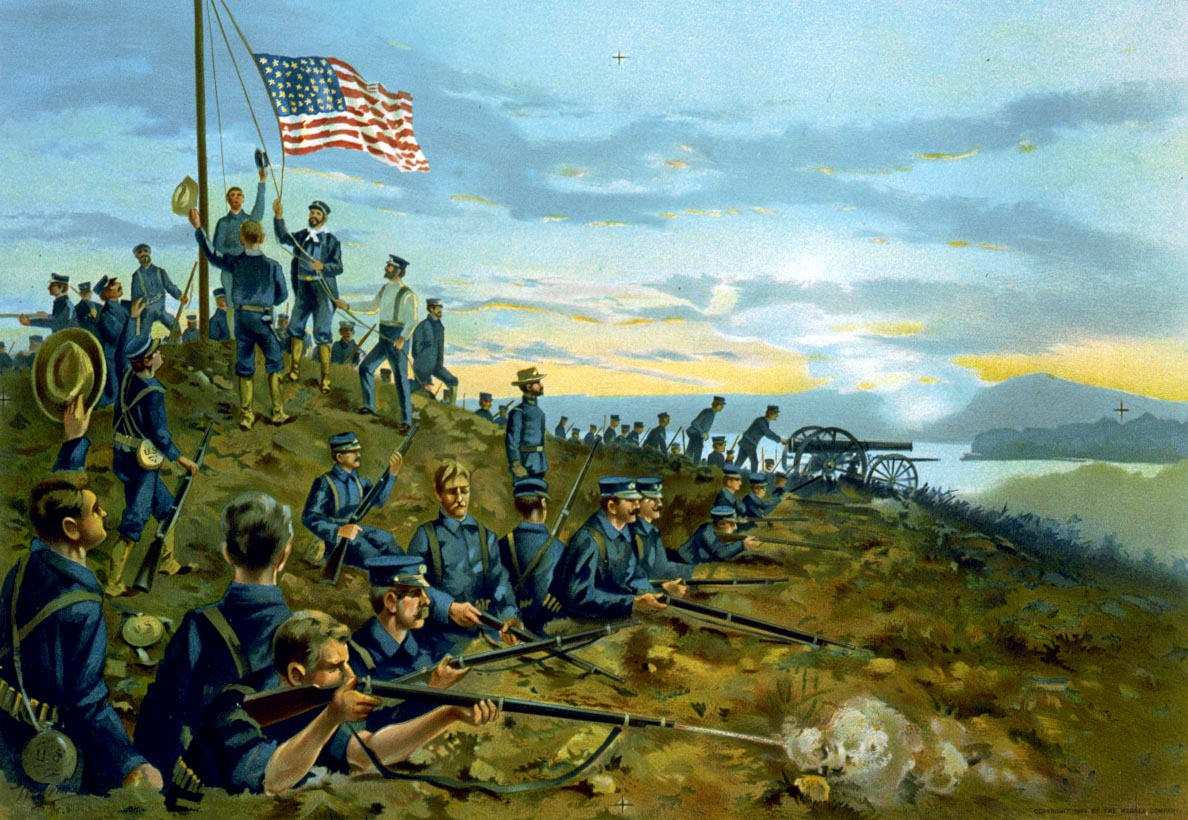
Příslušníci námořní pěchoty poprvé vztyčují americkou vlajka na kubánském území, 11. června 1898
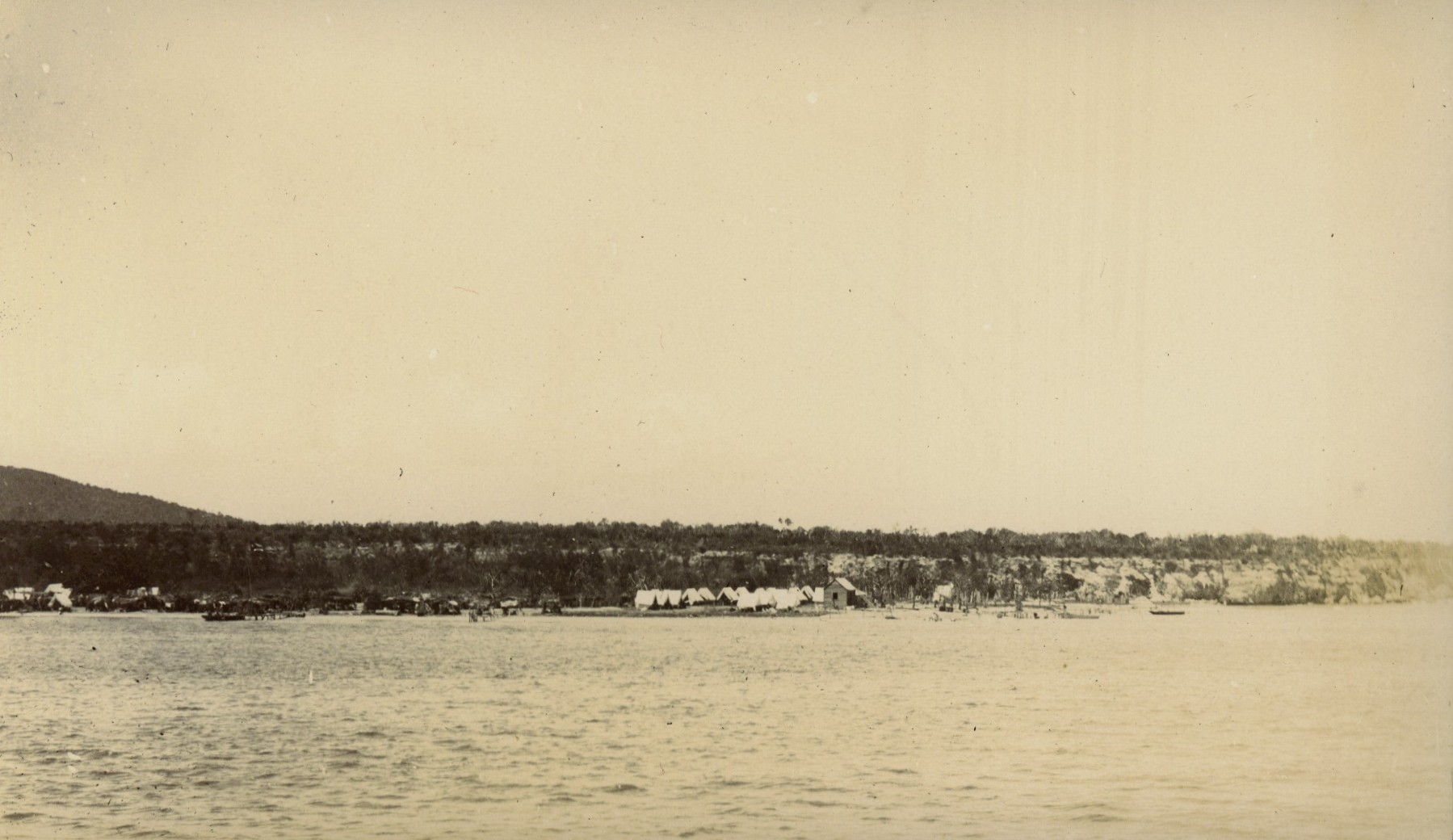
Vojenský tábor v zátoce Guantanámo, červen 1898
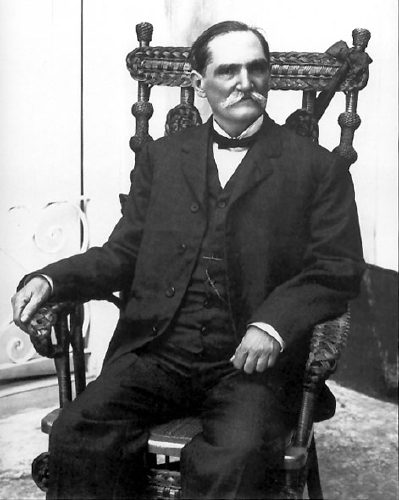
Tomás Estrada Palma, první prezident Kubánské republiky